# ستانلي سوندرز
ستانلي سوندرز هو موزع كندي، ولد في 3 مايو 1927.